# Jegor Mechontsev
Jegor Leonidovitj Mechontsev (ryska: Егор Леонидович Мехонцев), född 14 november 1984 i Asbest, Ryssland, är en rysk boxare som tog OS-guld i lätt tungviktsboxning 2012 i London. 